# 阿卡迪亞 (密歇根州)
阿卡迪亞（英語：Arcadia）是位於美國密歇根州馬尼斯蒂縣阿卡迪亞鎮區的一個普查規定居民點。

## 人口
根據2020年美國人口普查的數據，阿卡迪亞的面積為1.55平方千米，當中陸地面積為1.55平方千米，而水域面積為0.00平方千米。當地共有人口309人，而人口密度為每平方千米199.35人。